# Điền Kỵ
Điền Kỵ (tiếng Trung: 田忌; bính âm: Tián Jì), tự là Kỳ, lại còn gọi là Kỳ Tư, được đất phong Từ Châu  nên còn gọi là Từ Châu Tử Kỳ, xuất thân từ tông tộc Điền Tề danh giá và là danh tướng nước Tề đầu thời Chiến Quốc.

## Tiểu sử

### Ngàn vàng thắng cược đua ngựa
Khoảng năm 340 TCN, Tôn Tẫn vì sợ Bàng Quyên hãm hại nên giả điên rồi tìm cách trốn sang nước Tề lánh nạn. Điền Kỵ mến mộ tài thao lược của ông nên nhận làm môn khách, rồi tiến cử Tôn Tẫn với Tề Uy vương, được nhà vua cho làm quân sư. Nhân dịp Tề Uy vương cùng các công tử, vương tôn quý tộc nước Tề tổ chức đua ngựa, Tôn Tẫn bảo Điền Kỵ đánh cuộc với Tề Uy vương mỗi vòng đua là một ngàn nén vàng, rồi chia ngựa của Điền Kỵ lẫn ngựa của Tề Uy vương ra làm ba hạng hay, vừa và kém. Vòng đầu Điền Kỵ cho ngựa kém của mình đua với ngựa hay của Tề Uy vương nên chịu thua, qua hai vòng sau thì lấy ngựa hay đua với ngựa vừa, lấy ngựa vừa đua với ngựa kém của nhà vua khiến Điền Kỵ thắng cuộc.

### Trận Quế Lăng đánh bại quân Ngụy
Năm 353 TCN (Tề Uy vương thứ 4), Ngụy Huệ vương vây đánh đô thành Hàm Đan của nước Triệu, Triệu vội sai sứ đến cầu cứu Tề. Tề Uy vương nhân cơ hội Ngụy đã chiến đấu hao mòn sức lực hơn một năm gian khổ dưới thành Hàm Đan, liền sai Điền Kỵ làm chủ tướng, Tôn Tẫn làm quân sư, dẫn tám vạn quân cứu Triệu. Điền Kỵ vốn định tiến công thẳng vào chủ lực của Ngụy, sau nghe theo kế vây Ngụy cứu Triệu của Tôn Tẫn dẫn binh đánh vào chỗ hiểm và chỗ hư yếu của địch, thừa dịp nước Ngụy trong nước phòng bị lỏng lẻo, đánh thẳng vào kinh đô Đại Lương của Ngụy, chờ quân Ngụy rút về cứu thì chặn đánh. Kết quả, tại Quế Lăng quân Ngụy đại bại.

### Trận Mã Lăng Bàng Quyên tử trận
Đến năm 342 TCN (Tề Uy vương thứ 15), tướng Ngụy là Bàng Quyên đánh nước Hàn, Hàn cũng sai người tới cầu cứu Tề. Tề Uy vương triệu tập đại thần bàn mưu rằng "Cứu sớm hay cứu muộn?". Trâu Kỵ cho rằng "Chi bằng không cứu". Điền Kỵ thì cho rằng "Nên cứu sớm". Tôn Tẫn thì cho rằng nên chờ cho Hàn và Ngụy đều kệt quệ rồi hẵng xuất quân, như thế nước Hàn sẽ hoàn toàn nghe lệnh Tề, lại nắm chắc phần thắng quân Ngụy.
Tề vương nghe theo ý kiến của Tôn Tẫn, ngầm nhận lời cứu Hàn, nước Hàn ỷ thế có Tề cứu viện, kiên quyết đánh lại Ngụy. Đánh 5 trận không thắng lại cầu cứu Tề. Tề Uy vương chớp thời cơ cả Hàn và Ngụy đều đã mỏi mệt, sai Điền Kỵ làm chủ tướng, Tôn Tẫn làm quân sư, dẫn mười vạn quân cứu Hàn. Quân Tề vẫn dùng kế sách cũ, đánh thẳng vào kinh đô Đại Lương của Ngụy. Bàng Quyên nghe tin quân Tề tiến đánh kinh đô, liền rút quân đang bao vây Hàn để về nước, định đánh quân Tề ở Đại Lương. Ngụy Huệ vương cũng điều binh khiển tướng, sai Thái tử Thân làm thượng tướng quân, dẫn mười vạn quân đón đánh quân Tề, định một trận quyết chiến với quân Tề. Tôn Tẫn phân tích tình hình quân Ngụy kiêu căng khinh địch, vội vã muốn đánh ắt là đưa khinh binh mạo hiểm tiến công, ông đề xuất cách đánh cứ hàng ngày giảm dần bếp nấu để nhử quân địch truy kích lọt vào vòng phục kích của quân mình.
Điền Kỵ lệnh cho quân sĩ, khi mới rút lui có mười vạn bếp, ngày thứ hai giảm xuống 5 vạn bếp, ngày thứ ba giảm xuống 3 vạn bếp. Bàng Quyên truy đuổi ba ngày thì cho rằng quân Tề khiếp sợ, bỏ chạy mất quá nửa, vì thế mà bỏ bộ binh lại chỉ mang lính tinh nhuệ và khinh kỵ đuổi theo không kể ngày đêm. Tôn Tẫn tính toán đường truy kích của quân Ngụy, phán đoán là mặt trời lặn quân Ngụy sẽ đi vào Mã Lăng, bèn chọn nơi hiểm yếu, đường sá chật hẹp tại đây mà đặt quân mai phục. Đợi quân của Bàng Quyên đi qua thì quân Tề nhất loạt bắn tên làm quân Ngụy rối loạn hàng ngũ, sau đó xuất kích mọi mặt khiến quân Ngụy đại bại. Thái tử Thân bị bắt sống, Bàng Quyên xấu hổ, uất ức tự sát. Trận đánh này quân Ngụy thất bại nghiêm trọng, từ đó không sao gượng dậy nổi nữa, còn nước Tề thì ngày càng hùng mạnh lên.

### Nương nhờ nước Sở
Điền Kỵ do lập được đại công sau trận Mã Lăng đã khiến tướng quốc Trâu Kỵ ganh ghét nên dùng kế phản gián hãm hại, Điền Kỵ lo sợ an nguy cho bản thân bèn cáo bệnh từ quan chạy sang nước Sở được phong đất Giang Nam. Tới khi Tề Tuyên vương tức vị lại triệu hồi ông về nước và phục chức. Về sau Tề Tuyên vương bỏ bê việc nước, say mê tửu sắc chỉ tin dùng nịnh thần. Điền Kỵ can ngăn mãi không được nên uất ức thành bệnh mà chết, không rõ ông mất năm nào.